# Comme tu me veux
Comme tu me veux (Come tu mi vuoi) est une pièce de théâtre de Luigi Pirandello créée en 1930 au Teatro dei Filodrammatici (it) de Milan.

## Argument
Bruno Pieri est un officier italien marié à Lucia, qui a disparu en 1917 lors de l'invasion de la Vénétie. Il l'a recherchée mais elle est finalement déclarée administrativement morte. Par la loi, il perd alors l'héritage de sa femme, rendu à sa belle-famille. Un jour, un de ses amis croit reconnaître Lucia dans une danseuse allemande prénommée Elma.

## Accueil
Alain Badiou qualifie la pièce d'« admirable et emblématique ».

## Adaptation cinématographique
- 1932 : Comme tu me veux (As You Desire Me), film américain, adaptation au cinéma de la pièce de Pirandello par George Fitzmaurice, avec Greta Garbo, Melvyn Douglas et Erich von Stroheim.
- 2001 : le film Va savoir de Jacques Rivette tisse son histoire à travers des représentations de la pièce